# Eriocaulon chloanthe
Eriocaulon chloanthe là một loài thực vật có hoa trong họ Cỏ dùi trống. Loài này được S.M.Phillips mô tả khoa học đầu tiên năm 1996.